# 小島庸和
小島 庸和（こじま つねかず 1944年 - ）は、日本の法学者（知的財産権）・弁理士。高千穂大学商学部教授。元神奈川大学非常勤講師
中央大学法学部卒業。1971年、弁理士登録。2002年、日本弁理士会永続勤務表彰。

## 主要著作
- 「特許権消耗の原則」 『国際工業所有権法研究 : 滝野文三博士喜寿記念論文集』中央大学出版部 1978
- 『工業所有権法演習』清瀬信次郎, 小島庸和, 盛岡一夫編著 法学書院 1978
- 『工業所有権 』法律文化社  1981
- 『工業所有権と差止請求権』 法学書院 1986
- 『現代商法』青林書院 1986
- 『企業法』創成社 1992（1998再版）
- 「特許権消耗の法理」 『企業の社会的役割と商事法 : 田中誠二先生追悼論文集』経済法令研究会 1995
- 『無体財産権,知的所有権の知識』創成社 1998
- 『民法・俯瞰』創成社 1999
- 『華僑社会と経済活動の研究』上杉允彦, 謝清宏 共著 高千穂商科大学総合研究所 2000
- 『特許権消耗の法理』五絃舎 2002
- 「商標と公序良俗」 『知的財産権法と競争法の現代的展開 : 紋谷暢男教授古稀記念』 発明協会 2006
- 『企業と法』五絃舎 2011

## 参考サイト
- WorldCat